# Creencias (programa de televisión)
Creencias fue un programa del canal de cable Infinito de Argentina que salió al aire el sábado 16 de abril de 2005 dedicado a debatir desde distintos puntos de vista religiosos temas de actualidad y conflicto como homosexualidad, eutanasia, celibato, reencarnación, infidelidad y poligamia, rol de la mujer, Iglesias ricas y feligreses pobres, sexualidad y religión, Ciencia y fe, la adopción gay, entre otros. 
Estos temas de actualidad y muchos más se analizaron en Creencias con sus panelistas representantes de las corrientes religiosas más conocidas. En su primera temporada, los panelistas representaban el islamismo, judaísmo, catolicismo, agnosticismo, e hinduismo ; y en su segunda temporada representaron el islamismo, judaísmo, catolicismo, agnosticismo, protestantismo, e hinduismo; y en ambas temporadas, junto a un especialista invitado, el presentador Esteban Mirol, y un auditorio de estudiantes universitarios especialmente de periodismo podían cuestionar las distintas posiciones. Y también se emitían notas con testimonios de personas fuertemente involucradas en los temas tratados.
Los destacados panelistas de Creencias en la primera temporada que se estrenó el sábado 16 de abril de 2005 fueron (cargo de los panelistas en el momento de la emisión de la temporada): Islamismo, Sheik Abdul Karim Paz (Director de la Mezquita At Tauhid); Judaísmo, Rabino Baruj Plavnik (director de la Fundación Pardés); Catolicismo, Sacerdote Eduardo Pérez Dal Lago (subsecretario de la Conferencia Episcopal Argentina); Agnosticismo, Leonardo Sacco (profesor de Filosofía UBA); e Hinduismo, Monje Ramacrishna Swami Aruna Nanda (monje del Centro Hiduísta Ashram).
Los destacados panelistas de Creencias en la segunda temporada que salió al aire el domingo 5 de febrero de 2006 fueron (cargo de los panelistas en el momento de la emisión de la temporada): Islamismo, Sheij Moceen Ali (profesor de la Mezquita At-Tauhid) y en algunos episodios Sheij Mohamed Isa García (editor de publicaciones islámicas); Judaísmo, Rabino Ángel Kreiman Brill (profesor de la Universidad del Salvador); Catolicismo, el Presbítero Alejandro W Bunge (profesor de la Universidad Católica Argentina); Agnosticismo, Carlos Escudé (director del Centro Educación para la Globalización); Protestantismo, Pastor Ricardo Marcelo Bedrossian (en representación de la Iglesia Cristo es el Cambio); e Hinduismo, Monje Vaishnava (Mahajan Das) (de la Sociedad Internacional Conciencia de Krishna).
En septiembre de 2006, la Editorial Kier de Argentina publicó su libro "Creencias. Las religiones y los temas polémicos" de 258 páginas por Jimena Hernández y Carina Michelli, siendo el libro n.º 47 de la serie "Infinito" de dicha editorial.

## Episodios
Primera Temporada 2005
- Drogas
- Rol de la mujer
- Iglesias ricas, feligreses pobres
- Homosexualidad
- Eutanasia
- Celibato
- Reencarnación
- Infidelidad y poligamia

Segunda Temporada 2006
- Ciencia y religión
- Las catástrofes y la fe
- La comunicación con los muertos
- Sacrificos por amor a Dios
- Astrología y adivinación
- La pena de muerte
- Nuevos movimiento religiosos
- Seres y vida extraterrestres
- ¿Quienes escribierion los libros sagrados?
- Convivencias pre-matrimoniales
- Guerras Santas
- Curaciones milagrosas
- Debate: ¿María, Jesús, Mahoma o Moisés?